# Kutxa Fundazioa
Kutxa Fundazioa es una fundación bancaria española con sede en San Sebastián. Es la entidad resultante de la transformación, en 2015, de la caja de ahorros Caja de Ahorros y Monte de Piedad de Gipuzkoa y San Sebastián - Gipuzkoa eta Donostiako Aurrezki Kutxa (conocida como Kutxa), la cual, desde el 1 de enero de 2012, ejerció su actividad financiera a través del SIP Kutxabank junto con BBK y Caja Vital. Su actividad consiste en el mantenimiento y difusión del patrimonio y la obra social y cultural heredada de la caja de ahorros. Fue la principal caja de ahorros en Guipúzcoa y la segunda del País Vasco en número de clientes.
El 24 de octubre de 2014, la Asamblea General de Kutxa aprobó la transformación de la entidad en una fundación bancaria, de acuerdo con la Ley de Cajas de Ahorros y Fundaciones Bancarias.
A 31 de diciembre de 2023, la fundación poseía un 32% de Kutxabank.

## Historia
Los orígenes de esta entidad se remontan a 1879 cuando se funda en la ciudad de San Sebastián, la Caja de Ahorros y Monte de Piedad Municipal de San Sebastián. En 1896 le sigue la Caja de Ahorros Provincial de Guipúzcoa. En 1990 se fusionan ambas entidades en una única caja de ahorros que pasa a ser conocida por el nombre comercial de Kutxa.
En 2006, Kutxa abre su primera oficina en Navarra, antes de que la Caja de Ahorros de Navarra lo hiciese en Guipúzcoa, ese mismo año, rompiendo así el pacto que tenían ambas entidades. Ese año tenía 132 oficinas en Guipúzcoa, donde es la principal entidad financiera, y otras 201 oficinas fuera de esta provincia (195 en el resto de España, 5 en Francia y una en el Reino Unido), encontrándose en un periodo de importante expansión fuera de Guipúzcoa; exceptuando Álava y Vizcaya, donde sus respectivas cajas provinciales actúan como "hermanos financieros" de Kutxa. Cuenta con una plantilla de más de 3.300 empleados.
En octubre de 2008, las directivas de la Kutxa y su homóloga vizcaína, BBK, aprobaron una fusión para constituir la Caja de Ahorros de Euskadi. La caja de ahorros provincial de Álava, la Caja Vital, también estudió la fusión pero no se incorporó al proyecto. Sin embargo, el 28 de noviembre de 2008 la asamblea de Kutxa no aprobó con los votos necesarios la fusión con BBK.
En los años 2000, se fundó Banco de Madrid, con sede en Madrid, como división de banca privada de Kutxa, para deshacerse de ella en marzo de 2010.

### Kutxabank
El 23 de septiembre de 2011, la asamblea extraordinaria de Kutxa aprobó la creación del banco Kutxabank a través del cual ejercería su actividad financiera. Kutxabank se creó mediante un SIP junto a BBK y Caja Vital.
En julio de 2013, Kutxabank comenzó a cambiar los rótulos de las oficinas de fuera del País Vasco para instaurar la marca "Kutxabank"; mientras que en el País Vasco se mantuvieron las marcas de las cajas fundadoras ("BBK", "Kutxa" y "Caja Vital / Vital Kutxa"). El resultado fue que, en sus oficinas, se utilizaría la marca "Kutxa" en Guipúzcoa.

### Transformación en fundación
La conversión en fundación bancaria tuvo una fuerte oposición por parte de Bildu. Bildu propuso a través de la Diputación Foral que Kutxa transfiriera gratuitamente sus acciones en Kutxabank a los ayuntamientos del territorio y a la Diputación, conservando menos de un 5% de Kutxabank de forma que le permitiría convertirse en una fundación ordinaria. El objetivo de la propuesta era “mantener el control público y social” sobre la entidad financiera.
El 24 de octubre de 2014, la Asamblea General de Kutxa aprobó la conversión en una fundación bancaria, de acuerdo con la Ley de Cajas de Ahorros y Fundaciones Bancarias. Obtuvo el respaldo de los 39 representantes del PNV, PSE, PP, CCOO y Pixkanaka en una asamblea que abandonaron los 35 consejeros de Bildu por no haberse tratado la propuesta foral de conversión de la caja en fundación ordinaria.
En 2022, Kutxabank comenzó a sustituir en el País Vasco las marcas de las antiguas cajas de ahorros ("BBK", "Kutxa" y "Caja Vital / Vital Kutxa") por la marca "Kutxabank".

## Obra Social
En la primera mitad de 2015, Kutxa Fundazioa contó con un presupuesto de 9,7 millones de euros. Se decidió que el ciclo económico y contable de la fundación abarcara desde el primero de julio de cada año hasta el último día de junio del siguiente. Por ello, el 1 de julio de 2015, contaría con un presupuesto para todo el ejercicio que podría alcanzar los 20 millones de euros.